# Francesco De Sanctis
Esta biografía se refiere al político e historiador; para el arquitecto barroco, véase Francesco De Sanctis (arquitecto)
Francesco De Sanctis (Morra Irpina, 28 de marzo de  1817 - Nápoles, 29 de diciembre de 1883). fue un político, crítico e historiador de la literatura italiano.

## Trayectoria
Pasó de una formación católico-liberal a una concepción laica y democrática después de su participación en los acontecimientos políticos de su época. Como consecuencia de su acción en los movimientos napolitanos de 1848, fue encarcelado y posteriormente obligado a exiliarse. Fuera del país, profundizó sus estudios y elaboró su método crítico. Ministro de Instrucción Pública en el recién formado Reino de Italia de los gobiernos de Cavour y Ricasoli, escribió su Historia de la literatura italiana, obra fundamental de la historiografía del siglo XIX.